# Carli de Murga
Carlos Alberto Martínez de Murga Olaivar, meglio noto come Carli de Murga (El Puerto de Santa María, 30 novembre 1988), è un calciatore spagnolo naturalizzato filippino, centrocampista dell'One Taguig e della nazionale filippina.

## Biografia
De Murga è nato a El Puerto de Santa María, un comune spagnolo situato nella comunità autonoma dell'Andalusia, da padre spagnolo e madre filippina.

## Carriera

### Club
Nel gennaio 2012 si trasferisce nella United Football League, la principale competizione calcistica delle Filippine, presso il Global.
Esordisce in una vittoria per 2-1 contro il Philippine Army. Mette a segno la sua prima rete con la maglia del Global in una vittoria per 5-1 contro il Manila Nomads. Il 31 marzo 2012 segna una tripletta contro il Kaya, aiutando la propria squadra ad ottenere una vittoria per 5-1.

## Statistiche

### Cronologia presenze e reti in nazionale
| Cronologia completa delle presenze e delle reti in nazionale ― Filippine | Cronologia completa delle presenze e delle reti in nazionale ― Filippine | Cronologia completa delle presenze e delle reti in nazionale ― Filippine | Cronologia completa delle presenze e delle reti in nazionale ― Filippine | Cronologia completa delle presenze e delle reti in nazionale ― Filippine | Cronologia completa delle presenze e delle reti in nazionale ― Filippine | Cronologia completa delle presenze e delle reti in nazionale ― Filippine | Cronologia completa delle presenze e delle reti in nazionale ― Filippine |
| Data                                                                     | Città                                                                    | In casa                                                                  | Risultato                                                                | Ospiti                                                                   | Competizione                                                             | Reti                                                                     | Note                                                                     |
| ------------------------------------------------------------------------ | ------------------------------------------------------------------------ | ------------------------------------------------------------------------ | ------------------------------------------------------------------------ | ------------------------------------------------------------------------ | ------------------------------------------------------------------------ | ------------------------------------------------------------------------ | ------------------------------------------------------------------------ |
| 11-1-2019                                                                | Abu Dhabi                                                                | Filippine                                                                | 0 – 3                                                                    | Cina                                                                     | Coppa d'Asia 2019 - 1º turno                                             | -                                                                        | 66’                                                                      |
| 7-6-2021                                                                 | Sharja                                                                   | Cina                                                                     | 2 – 0                                                                    | Filippine                                                                | Qual. Mondiali 2022                                                      | -                                                                        | 36’ 77’                                                                  |
| 11-6-2021                                                                | Sharja                                                                   | Filippine                                                                | 3 – 0                                                                    | Guam                                                                     | Qual. Mondiali 2022                                                      | -                                                                        | 58’                                                                      |
| Totale                                                                   |                                                                          | Presenze                                                                 | 3                                                                        |                                                                          | Reti                                                                     | 0                                                                        |                                                                          |